# Mowsley
Mowsley är en ort och civil parish i Storbritannien.   Den ligger i grevskapet Leicestershire och riksdelen England, i den södra delen av landet, 130 km nordväst om huvudstaden London. Mowsley ligger 154 meter över havet och antalet invånare är 212.
Terrängen runt Mowsley är huvudsakligen platt. Mowsley ligger uppe på en höjd. Runt Mowsley är det ganska tätbefolkat, med 129 invånare per kvadratkilometer. Närmaste större samhälle är Leicester, 17,1 km norr om Mowsley. Trakten runt Mowsley består till största delen av jordbruksmark.